# Ibrahim Abbud
Ibrahim Abbud (Suakin, 1900-Jartum, 1983) fue un militar y político sudanés.

## Biografía
Nacido el 26 de octubre de 1900 en la ciudad portuaria sudanesa de Suakin y fallecido el 8 de septiembre de 1983 en Jartum.
Actuó en la Segunda Guerra Mundial en Eritrea y Etiopía. En 1949, se convirtió en diputado y tras la independencia, Abboud fue nombrado Comandante en Jefe de las Fuerzas Armadas de Sudán. Desempeñó el cargo de jefe de Estado tras encabezar un golpe militar militar en 1958 y de presidente de Sudán en 1964, pero tuvo que renunciar después de seis años de dictadura debido a violentos disturbios, poniendo fin al primer período de gobierno militar de Sudán.
No obstante, estuvo bien reconocido en el exterior, siendo invitado a la Casa Blanca en 1961, donde el presidente John F. Kennedy alabó Sudán por haber puesto un buen ejemplo al vivir en paz con sus vecinos.
Tras su renuncia vivió unos años en Gran Bretaña, aunque regresó a Sudán donde murió el 8 de septiembre de 1983 a sus casi 83 años.